# Jack Gower
Pour les articles homonymes, voir Gower.
Jack Gower, né le 26 mai 1994 à Chichester, est un skieur alpin britannique, qui représente désormais l'Irlande.

## Biographie
En 2011, il concourt au Festival olympique de la jeunesse européenne, obtenant comme meilleur résultat une 17e place au slalom. Aux Championnats du monde junior, il compte quatre participations, en 2011, 2013, 2014 et 2015 signant notamment une dixième place au slalom géant en 2014 à Jasná. En 2014, il fait aussi ses débuts en Coupe d'Europe. Un an plus tard, il reçoit sa première sélection dans l'élite à l'occasion des Championnats du monde à Beaver Creek
Au niveau continental, il monte sur son premier podium en février 2018 dans un slalom géant en Coupe nord-américaine.
Il fait ses débuts en Coupe du monde en novembre 2017 à la descente Lake Louise (67e). Il est sélectionné pour les Championnats du monde 2019, à Åre, où il est inscrit sur quatre courses, mais atteint l'arrivée seulement en descente (41e).
En 2021, il prend la nationalité sportive irlandaise en raison de sa connexion avec Skibbereen, là où sa grand-mère a passé beaucoup de son temps. 
Lors de l'hiver 2021-2022, il signe son meilleur résultat en Coupe d'Europe avec une treizième place en super G à Zinal.
Jack Gower dispute sa première compétition majeure avec l'Irlande à l'occasion des Jeux olympiques d'hiver de 2022 à Pékin, prenant la 31e place à la descente, puis ne termine pas le super G, avant de se classer douzième du combiné alpin, soit le meilleur résultat irlandais  de l'histoire en ski alpin, ainsi que la deuxième meilleure performance olympique de son pays, derrière le skeletonneur Clifton Wrottesley (4e en 2002). Enfin, il finit 25e sur le slalom géant (31e en première manche).

## Palmarès

### Jeux olympiques d'hiver
| Épreuve / Édition | Descente | Super G | Slalom géant | Slalom | Combiné / Super combiné |
| JO 2022 Pékin     | 31e      | Abandon | 25e          | -      | 12e                     |

### Championnats du monde
| Épreuve / Édition | Beaver Creek 2015 | Åre 2019    |
| Super G           |                   | Disqualifié |
| Slalom géant      | 38e               | Non-partant |
| Descente          |                   | 41e         |
| Combiné alpin     |                   | Abandon     |

### Coupe nord-américaine
- 1 podium.